# Житије Светог Симеона
Житије Светог Симеона може бити:
- Пролошко житије Светог Симеона
- Житије Светог Симеона од Светог Саве
- Житије Светог Симеона од Стефана Првовенчаног
- Житије Светог Симеона од Доментијана
- Житије Светог Симеона (ТВ филм)